# اوندنهایم
اوندنهایم (به آلمانی: Undenheim) یک شهر در آلمان است که در ماینتس-بینگن واقع شده‌است. اوندنهایم ۲٬۵۳۱ نفر جمعیت دارد.